# Cethosia doxata
Cethosia doxata är en fjärilsart som beskrevs av Hans Fruhstorfer 1913. Cethosia doxata ingår i släktet Cethosia och familjen praktfjärilar. Inga underarter finns listade i Catalogue of Life.